# K1810BM86
K1810VM86 – 元はК1810ВМ86 – はソビエト製の毎秒2百万回近く実行する16ビットマイクロプロセッサである。同期クロックの周波数は2から5 MHzだった。クロック周波数が10 MHzのIntel 8086マイクロプロセッサのクローンだった。
8086のように20ビットのアドレスバスを備え、直接アクセスする１MBのメモリーを備えた。メモリーのアドレス空間の領域はセグメント方式で64KBに分割された。これは物理的なアドレスバスを計算するために便利な構造だった。アドレスバスとデータバスはマルチプレックスだった。マイクロプロセッサはメモリーにアクセスするのと同様に外部の素子にもアクセス出来た。外部の素子に16ビットのバスラインを使用してアクセスできる。したがって64Kの外部素子の8ビット
または16ビット単位で32Kに接続可能である。

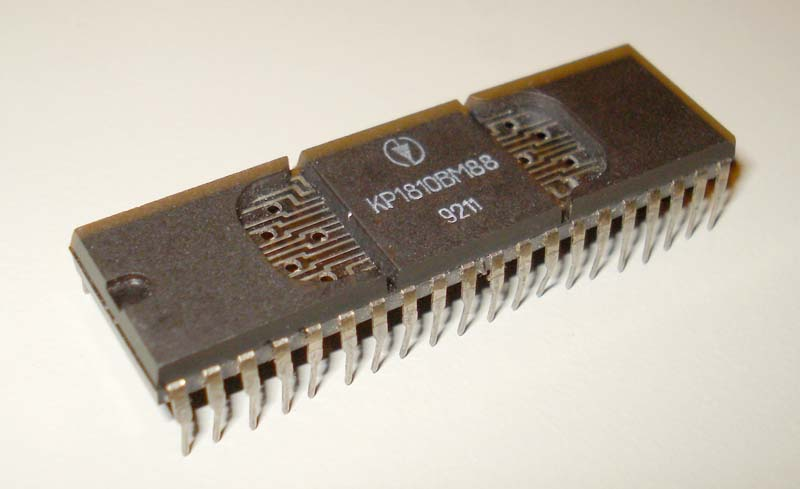
Intel 8088に相当するKR1810VM88